# Wu Qunli
Wu Qunli (en chino tradicional: 吳群立; en chino simplificado: 吴群立; pinyin: Wú Qúnlì; Cantón, Cantón, 20 de marzo de 1960) es un exfutbolista y entrenador de fútbol chino que jugaba en la posiciones de centrocampista y delantero.

## Carrera

### Club
| Periodo   | Club           |
| --------- | -------------- |
| 1983–1993 | Guangzhou FC   |
| 1994–1998 | South China AA |
| 1998–1999 | Golden         |
| 2000–2001 | Tung Po        |

### Selección nacional
Jugó para China en 36 ocasiones entre 1985 y 1993 anotando seis goles, participó en dos ediciones de la Copa Asiática y en los Juegos Olímpicos de Seúl 1988.

### Entrenador
| Periodo | Club          |
| ------- | ------------- |
| 2002    | Guangzhou FC  |
| 2006    | Hunan Billows |

## Palmarés

### Club
- First Division League: 1996–97
- Hong Kong Senior Challenge Shield: 1995–96, 1996–97
- Copa Viceroy: 1993–94, 1997–98
- FA Cup: 1995–96

#### Individual
- Futbolista Chino del Año: 1990,[3] 1993.